# Vorratshaltung
Vorratshaltung oder Bevorratung (auch Vorratsbildung) bezeichnet die Anlegung nützlicher Bestände, die für einen zeitlich aufgeschobenen Bedarf gehortet werden. Vorratsbildung war verschiedenen Tierarten schon immer eigen. Beispiel dafür ist die Redensart „hamstern“. Wie dem Hamster gilt es – nachweislich ab dem Neolithikum – dem Menschen, saisonale Versorgungsengpässe zu überbrücken, um sein Überleben zu sichern.

## Entwicklung menschlicher Vorratshaltung
Die menschliche Anhäufung von Feuerungsmaterial und Werkzeugen (z. B. Pfeilspitzen, Nadeln) beginnt unbestimmt früh, diesseits des Tier-Mensch-Übergangsfeldes. Im Folgenden geht es primär um die Bevorratung von Nahrung.
Die Klimaänderung am Ende der letzten Eiszeit führte zur Nordverlagerung der Vegetationsgürtel, die die Erdhalbkugeln ringförmig umspannen. Die Gürtel haben eine bestimmte Flora und eine von der Flora abhängige Großtierfauna, die der Verlagerung folgt. In Zentraleuropa verschwinden Tundra und Taiga und es entsteht der heutige Laubwaldgürtel. Zugleich ziehen die großen Herden nach Norden ab und werden durch eine an den Wald angepasste Tierwelt ersetzt. Die Ernährungsgrundlage der Menschen verändert sich, während die Siedlungsdichte von etwa 0,1 Mensch pro km² in den Naturräumen bestehen bleibt. Da das Standwild zur Ernährung nicht ausreicht, weichen sowohl die europäischen als auch die levantinischen Mesolithiker zunächst einmal auf den Fischfang aus, der zuvor keine große Rolle spielte. Letzterer begann aber, wie in Ohalo II am See Genezareth festgestellt, bereits vor 20.000 Jahren.
Wer trotz gesteigerter Aktivität, in einem Teil des Jahres, keine Chance hatte genügend Nahrung zur Sicherung seines Überlebens zu beschaffen, wie die Jäger der Levante, war genötigt, in der restlichen Zeit so viele lagerfähige Vorräte anzusammeln, dass er den periodischen Mangel überstehen konnte. Da die Nutzung tierischer Ressourcen dem jägerischen Naturell eher entspricht, ist davon auszugehen, und Funde weisen in diese Richtung, dass die aus der Domestikation resultierende Viehhaltung eine der ältesten Formen der Bevorratung ist. Die üblicherweise sofort verzehrten Tiere wurden beaufsichtigt und lebend bevorratet. Diese Vorgänge stellen den Beginn der Neolithischen Revolution dar, die sich rasch mit der zunächst regional erfolgten Domestikation von Wildgetreide und dessen Bevorratung (bis hin zum Saatgut) fortsetzt und den Übergang vom Wildbeutertum zu den Hirten- und Bauernkulturen vollendet. Die zuvor unbekannte Bevorratung von Nahrung initiierte, in als revolutionär empfundener Weise, eine neue Epoche und zwei nachhaltige gesellschaftliche Praxen, die sich weltweit verbreiteten. Die ersten Neolithiker hatten es mit zwei Hauptnahrungsarten zu tun. Zum einen wurden domestizierte Herdentiere von Nomaden lebend bevorratet. Zum anderen mussten gereifte Kulturpflanzen von Ackerbauern transportiert, behandelt und bevorratet werden.
Wo die Vorratshaltung in früheren Jahrhunderten dazu diente in Notzeiten nicht verhungern zu müssen, hat sich der Zweck der Vorratshaltung heute gewandelt. Früher sorgte die Vorratshaltung dafür, dass man während des Winters, aber auch im Frühjahr auf genügend Lebensmittel zurückgreifen konnte, die in dieser Zeit im Garten oder im Handel nicht angeboten wurden. Sie war also lebensnotwendig. Heutzutage werden Lebensmittel aller Art das ganze Jahr über angeboten und die Wahrscheinlichkeit in unserer mitteleuropäischen Gesellschaft zu verhungern ist äußerst gering. Dennoch hat die Vorratshaltung im Privathaushalt weiterhin einen hohen Stellenwert: zum einen erleichtert sie die Organisation im eigenen Haushalt enorm, zum anderen lässt sich durch eine organisierte Vorratshaltung auch viel Geld sparen. Dieser Aspekt gewinnt gerade in wirtschaftlich schwierigen Zeiten mehr und mehr an Bedeutung.

## Frühe Techniken bei der Bevorratung

### Tierische Produkte
Bei der Bevorratung von Nahrung, die ab dem Neolithikum zur überlebenswichtigen Voraussetzung wurde, ist die Konservierung von entscheidender Bedeutung. Frisches oder durch Räuchern, Salzen oder Trocknen haltbar gemachtes Fleisch stellte die Hauptnahrung der Menschen dar, die tierische Vorräte anlegten, indem sie Viehzucht betrieben. Diese Lebensgrundlage endete als Folge eines Verdrängungsprozesses im Nomadismus. Die Verfahren erhalten die Lebensmittel in einem mittelfristig verwendbaren Zustand. Tierische Sekundärprodukte wie die Milch stellen eine zweite, wie Wissenschaftler mehrerer Fachrichtungen inzwischen annehmen, beinahe vom Beginn der Domestikation an genutzte und permanent verfügbare Ergänzung dar.

### Pflanzen
Die Bevorratung von Getreide hat einen Trocknungsgrad von > 85 % zur Voraussetzung. Getreide war gegen Fäulnis, Pilzbefall und Schimmel zu sichern. Die Trocknung von Getreide wird bis heute durch Darren gewährleistet. Eine solche Anlage, die auf 9.500 v. Chr. datiert wird, könnte ein Bau darstellen der in Dhra, auf der Lisan-Halbinsel östlich des Toten Meeres ausgegraben wurde. Unter dem geneigten Boden, auf dem die Ähren getrocknet wurden, war ein Raum, dessen Beheizung die Trocknung ermöglichte. Dieser trockene Zustand musste bei Saatgetreide sehr lange aufrechterhalten werden und so kam der Speicherung eine entscheidende Bedeutung zu. Sie musste zudem Schädlinge fernhalten. Eine moderne Erkenntnis ist, dass staubförmige Mineralien für zahlreiche Schadinsekten tödlich sind. Die Anweisung Getreide ungedroschen und auf Erdstaub ausgebreitet aufzubewahren ist eine bereits aus biblischer Zeit bekannte Regel und zentrale Speicher werden in der Josephsgeschichte erwähnt. Hierbei leistet die Gefäßkeramik, insbesondere in der Form der späteren Pithoi, ihren Dienst. Bevorratet wurden in ihnen auch Öl und Most. Getreide ist ein Sammelbegriff für die „Gras-Arten“ Weizen, Gerste, Roggen, Hafer, Mais, Reis und Hirse. Zu den Arten, die früh angebaut wurden zählen insbesondere Weizen (Emmer und Hart- bzw. Durum-Weizen), Gerste und Hirse. Die Bauern ergänzten ihre Nahrung durch eine rudimentäre Viehhaltung, die in arider Umgebung insbesondere für die Erträge der eigenen Felder ein Risiko bedeutete, das überschaubar bleiben musste.

## Situation in Deutschland
In der DDR wurden insbesondere in den Produktionsbetrieben dezentrale und oft nicht nach oben gemeldete Vorräte an Material für eine reibungslose Produktion angelegt. Aber auch zur Erhaltung von Maschinen und sonstigen für die Produktion wichtigen Hilfsmitteln wurden Vorräte an Ersatzteilen angelegt.
In der Bundesrepublik Deutschland lagern in den Lagern der zivilen Notfallreserve und Bundesreserve Getreide Hafer, Roggen, Brotweizen, Reis, Erbsen, Linsen, und Kondensmilch, die einer besonderen Lagerverordnung und Kontrolle unterliegen. Die Bestände werden regelmäßig ausgetauscht, die Reserven müssen nach spätestens 10 Jahren abverkauft und neue eingelagert werden. Für den Ernstfall bevorratet die Bundesrepublik zudem Benzin, Diesel und Rohöl. Die Wirtschaft der Bundesrepublik Deutschland soll mit diesen Ölreserven neunzig Tage auskommen.
Deutsche Bürger wurden aus den Reserven beim Oderhochwasser 1997 und beim Elbehochwasser 2002 versorgt. Erstmals wurden die Vorräte nach der Katastrophe von Tschernobyl verwendet: 1986 verteilte die Bundesregierung 1000 Tonnen Milchpulver an die in Westdeutschland lebenden Kleinkinder.
Im Rahmen des Selbstschutzes nennt das Bundesamt für Bevölkerungsschutz und Katastrophenhilfe die private Bevorratung mit Lebensmitteln und mit Wasser – neben weiteren Maßnahmen wie der Erstellung einer Hausapotheke und einer Dokumentenmappe mit allen wichtigen Dokumenten und der Bereithaltung eines batterie- oder akkubetriebenen Radios mit Reservebatterien – als wesentliche Elemente der persönlichen Notfallvorsorge.

## Vorratshaltung im Privathaushalt

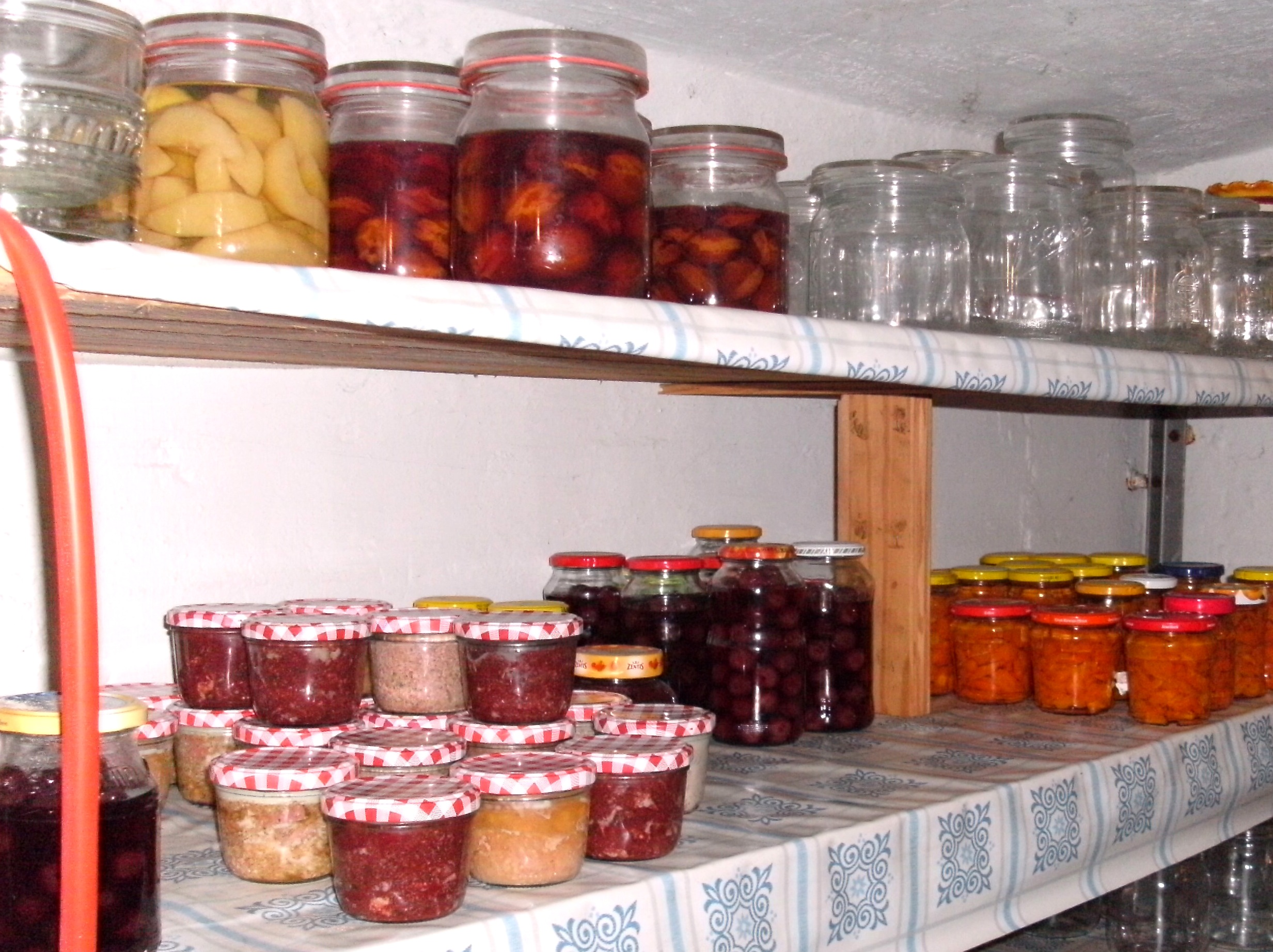
Vorratshaltung im eigenen Keller

Vorratshaltung im Privathaushalt ist die Bevorratung oder das Vorhalten von Lebensmitteln aller Art, egal ob frisch oder konserviert. In diesem Sinne kann die Vorratshaltung auch als Lagerhaltung verstanden werden. Der Begriff Vorratshaltung taucht im Zusammenhang mit dem Privathaushalt allerdings selten auf. Und das, obwohl die Vorratshaltung eine enorme Bedeutung für die Haushaltsführung besitzt. Bei den Vorräten unterscheidet man prinzipiell zwischen Trockenbevorratung, also den Lebensmitteln, die bei Zimmertemperatur in Vorratsschränken lagern können und den zu kühlenden Lebensmitteln, die in den Kühlschrank oder die Tiefkühltruhe gehören.

## Kosten der Vorratsbildung
Vorratshaltung verursacht Kosten, zum einen durch Kapitalbindung durch die bevorrateten Waren, zum anderen durch den Bedarf an Lagerraum (Bau- oder Mietkosten) und durch Betriebskosten. Kosten verursacht der Lagerbetrieb durch notwendiges Personal, für Heizung, Kühlung, Beleuchtung, Reinigung, Schädlingsbekämpfung, Instandhaltung, Verwaltung und Inventur. Vorräte müssen zudem auch noch bewertet und bilanziert werden. Lagerhaltung bedeutet auch zugleich das Eingehen des Lagerrisikos: Überlagerung oder Veraltung der Waren, Risiko von Elementarschäden und Diebstahl, welches mit der Länge der Lagerdauer wächst. Entsprechend gibt es in der Betriebswirtschaftslehre eine ausgefeilte Lehre zur Bewertung von Vorräten (Rohstoffen, Halb- und Fertigfabrikaten) und das Bestreben die durchschnittlichen Lagerbestände durch festgelegte Mindest- und Maximalbestände und gute Logistik auf das Nötige zu begrenzen und die durchschnittliche Lagerdauer möglichst zu verkürzen. Bestimmte Lagerprinzipien z. B. FIFO begrenzen das Risiko des Überlagerns oder Veraltens.

## Vorratspolitik
Private Vorratspolitik hängt vom Erwartungshorizont der einzelnen Hauswirtschaften ab. Hier besteht im Bereich seltener Schadereignisse oft ein erhebliches Kenntnisdefizit gegenüber z. B. staatlichen Stellen (vgl. Katastrophenschutz). Da mittlerweile eine Gewöhnung daran stattgefunden hat, dass alle benötigten Waren im Handel erhältlich sind, wird die Bevorratung oftmals nicht mehr für notwendig gehalten. Die Generation der Zeitzeugen die in Mitteleuropa noch existentiellen Mangel erlebt haben (z. B. nach dem Zweiten Weltkrieg) und daher aus Erfahrung zur Vorratshaltung neigte, wird zunehmend kleiner. Die Mangelwirtschaft, wie sie etwa in der DDR dazu führte, dass bestimmte Produkte nur selten angeboten und daher auch ohne akuten Bedarf gekauft und bevorratet wurden, wird meist für überwunden gehalten.
Staatliche Vorratspolitik geht bis in die ersten Staatsgründungen zurück und bedarf zentraler Abgabepolitik und Buchhaltung (vgl. die Hydraulischen Gesellschaften). Aus dem Alten Testament ist bekannt, dass Josef dem ägyptischen Pharao erfolgreich riet, in den kommenden sieben fetten Jahren Vorräte für die darauf folgenden sieben mageren Jahre anzulegen.
In Marktwirtschaften vertrauen offizielle Stellen für einen Katastrophenfall sehr stark darauf, dass in den Unternehmen zahlreiche Vorräte vorgehalten werden. Dies findet seine Grenzen darin, dass es Firmen vorziehen, ihre Zulieferungen so zu disponieren, dass kostspielige Lagerhaltung sich erübrigt und dass eine Just-in-time-Produktion möglich wird. „Eiserne Vorräte“ legen Kapital fest und werden so klein wie möglich gehalten. Bei gewissen Vorräten (Lebensmittel, Medikamente, Verbandstoffe, Trinkwasser) kann dies in plötzlichen Notlagen zu starken Engpässen führen.